# 2015학년도 대학수학능력시험
2015학년도 대학수학능력시험 (2015學年度 大學修學能力試驗, 2014년 수능)은 2014년 11월 13일 목요일에 시행된 대학수학능력시험이다. 성적은 2014년 12월 3일에 통지되었으며, 만점자는 29명이었다.

## 기출문제
| 과목                | 문제 및 정답 | 비고 |
| ------------------- | ------------ | ---- |
| 국어 영역           | ■            |      |
| 수학 영역           | ■            |      |
| 영어 영역           | ■            |      |
| 사회탐구 영역       | ■            |      |
| 과학탐구 영역       | ■            |      |
| 직업탐구 영역       | ■            |      |
| 제2외국어/한문 영역 | ■            |      |

## 같이 보기
- 대학수학능력시험
  - 연도별 대학수학능력시험